# Інтелектуальний інбридинг
Інтелектуальний інбридинг або академічний інбридинг — це практика в академічних колах університету, яка найме своїх випускників на посади професорів. Це зазвичай розглядається як замкнутий і нездоровий для академічного середовища. Вважається, що інтелектуальний інбридинг перешкоджає впровадженню ідей із зовнішніх джерел, так само як генетичний інбридинг перешкоджає впровадженню нових генів у популяцію.
Комісія з післядипломної економічної освіти (COGEE) визнає це «тенденцією до наслідування, а не диверсифікації». Академічний інбридинг також називають основною проблемою у великих університетах Китайської Народної Республіки — таких як Пекінський університет і Університет Цінхуа, які в останні роки вжили заходів, спрямованих на боротьбу з цією практикою — і Південної Кореї. Також існує відповідне дослідження, яке аналізує це питання на прикладі Росії та Португалії.

### Український погляд на академічний інбридинг
1. Формальна відкритість конкурсів
  - Закон України «Про вищу освіту» передбачає конкурсну процедуру для заміщення вакантних посад науково-педагогічних працівників.
  - Теоретично, в конкурсі можуть брати участь усі охочі, незалежно від того, де вони працюють чи навчалися.
  - Проте реальні механізми проведення конкурсу суттєво ускладнюють шанси зовнішніх кандидатів.
2. Переваги для внутрішніх кандидатів
  - Внутрішні кандидати (штатні працівники університету) проводять відкрите заняття (лекцію, семінар тощо) на тему, яку обирають самостійно.
  - Натомість зовнішнім претендентам кафедра визначає тему наукової доповіді, що обмежує їхню свободу вибору.
  - Це створює нерівні умови: внутрішні кандидати можуть готуватися заздалегідь, а зовнішні — змушені адаптуватися до нав'язаних умов.
3. Обмежений час для підготовки
  - Тему наукової доповіді для зовнішніх претендентів кафедра визначає лише через три дні після реєстрації їхньої заяви.
  - Такий підхід суттєво обмежує можливості якісної підготовки та дає конкурентну перевагу внутрішнім кандидатам.
  - Крім того, складність теми може бути використана як додатковий бар'єр для небажаних кандидатів.
4. Відсутність чітких критеріїв оцінювання
  - Під час обговорення результатів конкурсу оцінювання відбувається на рівні кафедри, факультету та вченої ради.
  - Відсутні єдині стандарти чи обов'язкові критерії оцінювання, такі як:
    - Володіння іноземними мовами.
    - Наявність міжнародного досвіду чи стажувань.
    - Попередній досвід роботи в топових університетах.

  - Рішення часто ухвалюється на основі суб'єктивних вражень або внутрішніх домовленостей.
5. Корпоративна солідарність
  - Голосування за кандидатів відбувається на кількох рівнях (кафедра, факультет, вчена рада), що посилює роль внутрішніх зв'язків.
  - Колективи часто підтримують «своїх» людей, навіть якщо зовнішній кандидат має кращу кваліфікацію.
  - Це зменшує шанси зовнішніх фахівців потрапити до університету та призводить до закритості академічного середовища.
6. Неефективний відбір кадрів
  - Така система не забезпечує залучення найталановитіших викладачів та науковців.
  - Академічний інбридинг призводить до стагнації освіти, відсутності нових підходів та обмеженості наукових контактів.
  - Університети не отримують припливу свіжих ідей, що негативно впливає на рівень викладання та досліджень.

#### Наслідки академічного інбридингу
- Падіння українських університетів у світових рейтингах — через низьку якість наукових досліджень та недостатній рівень міжнародної інтеграції.
- Відсутність проривних досліджень — через замкнутість на власних кадрах, відсутність конкуренції та стимулів до розвитку.
- Відтік молоді за кордон — абітурієнти обирають іноземні університети, де забезпечена якісніша освіта та кращі перспективи для кар'єри.